# Culicoides tsutaensis
Culicoides tsutaensis är en tvåvingeart som beskrevs av Yuiti Wada 1990. Culicoides tsutaensis ingår i släktet Culicoides och familjen svidknott. Inga underarter finns listade i Catalogue of Life.